# Gbadebo Rhodes-Vivour

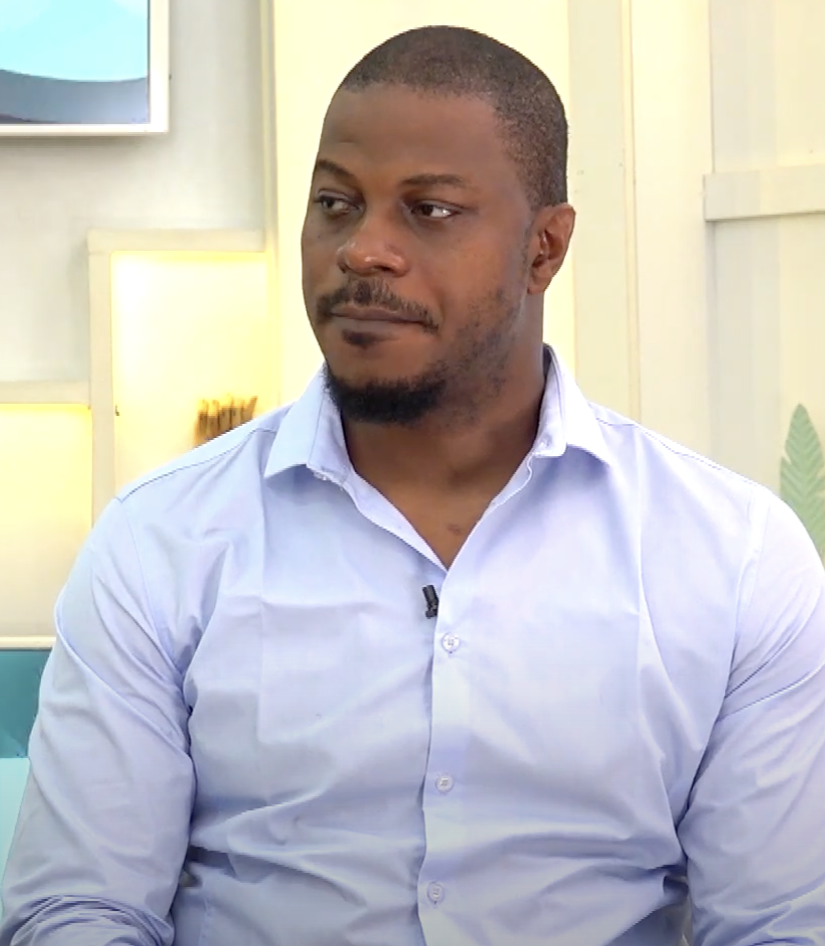
Gbadebo Rhodes Vivour, Gouverneurskandidat Lagos 2023

Gbadebo Rhodes-Vivour, auch bekannt als GRV, (geboren am 8. März 1983) ist ein nigerianischer Architekt, Aktivist und Politiker aus dem Bundesstaat Lagos, der von den Yoruba abstammt. Er ist der Gouverneurskandidat der Labour Party (LP) für den Bundesstaat Lagos bei den kommenden Gouverneurswahlen 2023 im Bundesstaat Lagos. Er war der Senatskandidat der People’s Democratic Party (PDP) für den Senatsbezirk Lagos West bei den nigerianischen Senatswahlen 2019 im Bundesstaat Lagos.

## Hintergrund und Ausbildung
Rhodes-Vivour wurde auf Lagos Island geboren. Er wuchs in Ikeja auf.
Er besuchte die Chrisland-Grund- und Sekundarschule bis zur JSS3 und ging dann nach Paris, um die École Active Bilingue zu besuchen, wo er seinen Sekundarschulabschluss machte. Er hat einen Bachelor-Abschluss in Architektur von der University of Nottingham und einen Master-Abschluss in demselben Bereich vom Massachusetts Institute of Technology (MIT). Nach seinem ersten Master-Abschluss nahm er 2008 am National Youth Service Corps (NYSC) teil und schloss es 2009 ab. Später erwarb er einen zweiten Master-Abschluss in Forschung und öffentlicher Politik an der University of Lagos (UNILAG).
Rhodes-Vivour stammt aus einer Familie von Anwälten. Er ist der Sohn von Barrister Olawale und Frau Nkechi Rhodes-Vivour. Sein Onkel ist ein ehemaliger Richter des Obersten Gerichtshofs von Nigeria, Bode Rhodes-Vivour, während der verstorbene Richter Akinwunmi Rhodes-Vivour sein Großvater ist. Er ist der Urenkel von Steven Bankole Rhodes, dem zweiten einheimischen Richter, der in Nigeria ernannt wurde.

## Aktivismus
Rhodes-Vivour ist Initiator der zivilgesellschaftlichen Gruppe Nigerians Against GMO, die sich gegen die Verbreitung von gentechnisch veränderten Lebensmitteln in Nigeria einsetzt. Ihr Protest verstärkte sich 2016, nachdem Monsanto behauptet hatte, GVO seien sicher, und wandte sich sowohl an den nigerianischen Landwirtschaftsminister Akinwumi Adesina als auch an das multinationale Unternehmen.
Im Jahr 2017 führte er zusammen mit Nnimmo Bassey einen Marsch von 2.000 Menschen zum Senat an, um dem Kampf gegen die Umweltzerstörung eine Stimme zu verleihen. Außerdem setzt er sich für die Aufnahme des Fachs Geschichte in den nigerianischen Lehrplan ein.
Im Jahr 2022 arbeitete Rhodes-Vivour mit WellaHealth zusammen, um 1 Million Menschen in Lagos, die im Besitz einer Wählerkarte sind, anlässlich des Welt-Malaria-Tages kostenlose Gesundheitschecks und Versicherungen anzubieten und die Menschen zu ermutigen, sich eine Wählerkarte zu besorgen, damit sie bei den kommenden Wahlen wählen können.

## Karriere
Während seines Aufenthalts im Vereinigten Königreich arbeitete er mit Franklin Ellis Architects zusammen. Nach seiner Rückkehr nach Nigeria arbeitete er mit SISA, Cliff Consulting, das jetzt Building Partnership CCP heißt, und Patrick Wayi zusammen, bevor er sich ganz in die Politik wagte.

## Politische Laufbahn
Er war einer der ersten Nutznießer der „Not Too Young To Run“-Gesetzgebung. 2017 kandidierte Rhodes-Vivour für den Vorsitz der Ikeja Local Government Area unter der KOWA-Partei, mit der Begründung, dass das Fehlen von Patenschaften in der Partei ihn dazu veranlasste, unter dieser Plattform anzutreten. Er verlor gegen den Kandidaten der amtierenden APC.
2019 kandidierte er für die PDP für den Senatssitz in Lagos West. Seine Wahlkampfpunkte waren die Erneuerung der Infrastruktur im Bezirk und die Abwahl des amtierenden Senators, den er als „abwesenden Senator bezeichnete, der mehr Ressourcen für eine aussichtslose Gouverneurskandidatur im Bundesstaat Ogun aufwendet, als sich auf Lagos West zu konzentrieren, wo ihm bereits ein Mandat erteilt wurde“. Bei den letzten Wahlen wurde er Zweiter und unterlag dem amtierenden Senator und Kandidaten der früheren Regierungspartei APC, Adeola 'Yayi' Olamilekanola, mit 243.516 Stimmen gegenüber 323.817 von Adeola. Adeola erhielt 41,38 % der Stimmen, während Rhodes-Vivour 39,40 % der Stimmen erhielt. Er focht das Ergebnis vor Gericht an und führte Gewalt bei den Wahlen und Wahlunterbrechungen als Gründe an, warum das Ergebnis nicht gültig sein sollte. Das Gericht hielt dies jedoch nicht für ausreichend und bestätigte die Wahl seines Gegners.
Er ist der Gouverneurskandidat der Labour Party für die bevorstehenden Gouverneurswahlen im Bundesstaat Lagos im Jahr 2023. Ursprünglich war er einer der Kandidaten, die sich auf die Kandidatur der PDP vorbereiteten, zog sich jedoch kurz vor der Durchführung der Vorwahlen zurück. Er wechselte zur Labour-Partei und nahm an der Ersatzwahl teil, bei der der eigentliche Kandidat der Partei gewählt werden sollte, und siegte mit 111 Stimmen gegen den ehemaligen All Progressives Congress (APC)-Chef Moshood Salvador, der 102 Stimmen erhielt.

## Persönliches Leben
Er ist mit Dr. Ify Rhodes-Vivour (geb. Aniebo) verheiratet, einer Molekulargenetikerin von Beruf, die die Tochter des ehemaligen Militärverwalters der Bundesstaaten Kogi und Borno, Augustine Aniebo, ist.